# زیرمجموعه سره
زیرمجموعه سره یا زیرمجموعه محض تعریفی مشابه با زیرمجموعه دارد؛ بنابراین ابتدا زیرمجموعه را تعریف می‌کنیم.
هر گاه تمام اعضای یک مجموعه عضو مجموعه دیگری بودند می‌گوییم مجموعه اولی زیرمجموعه‌یِ مجموعه دوم است و آن را با A ⊆ B نمایش می‌دهیم. اما در زیرمجموعه سِرِه فقط زمانی مجموعه A زیرمجموعه سره B است که A ⊆ B باشد اما A=B نباشد.
به عبارت دیگر در حالت زیرمجموعهٔ سره، دو مجموعه نمی‌توانند با هم برابر باشند اما در زیرمجموعه دو مجموعه یکسان می‌توانند زیر مجموعه یکدیگر باشند؛ لذا می‌توانیم بگوییم هر مجموعه زیرمجموعهٔ خودش است. A ⊆ A.
اما این گزاره در مورد زیرمجموعه سره صحیح نمی‌باشد.

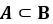

برای اینکه نشان دهیم مجموعه A زیرمجموعه سره مجموعه B است به این صورت نمایش می‌دهیم.

## زیر مجموعه سره (محض) چیست؟
به بیانی واضح تر می‌توان گفت زیرمجموعه‌های به غیر از خود مجموعه را «زیرمجموعه سره» (Proper Subset) می‌نامند. با این تعریف، مجموعه {۲ ,۱} یک زیر مجموعه سره از مجموعه، {۳,۲,۱} است، زیرا عضو ۳ در مجموعه نخست وجود ندارد؛ بنابراین، اگر A ⊆ B و A≠B، آنگاه A را یک زیر مجموعه سره از B می‌نامیم.